# (12634) LOFAR
(12634) LOFAR est un astéroïde de la ceinture principale.

## Description
(12634) LOFAR est un astéroïde de la ceinture principale. Il fut découvert le 26 mars 1971 à l'observatoire Palomar par Cornelis Johannes van Houten, Ingrid van Houten-Groeneveld et Tom Gehrels. Il présente une orbite caractérisée par un demi-grand axe de 2,43 UA, une excentricité de 0,15 et une inclinaison de 2,5° par rapport à l'écliptique.

## Compléments
Son nom est un hommage au radiotélescope éponyme.